# Economia sostenibile
L'economia sostenibile è un ramo degli studi dell'economia dello sviluppo incentrata sul concetto di sviluppo sostenibile. 
Questa tipologia di economia prevede che lo sviluppo della società sia perseguito rispettando il concetto di sostenibilità dal punto di vista sociale, economico ed ambientale. Dal punto di vista ambientale l'utilizzo delle risorse deve permettere alle stesse di potersi rigenerare in modo da fornire alle generazioni future lo stesso livello di risorse dei periodi precedenti. Concettualmente tale modello di sviluppo deve basarsi su una riorganizzazione culturale, scientifica e politica della vita.
Nell'economia sostenibile è il patrimonio mondiale il fulcro ed il motore dello sviluppo sociale. Tale patrimonio si basa su ogni forma di diversità presente sul pianeta, dalla diversità culturale e delle razze alla biodiversità. In sintesi tale modello di sviluppo recupera ed integra i concetti dell'economia tradizionale e dell'ecologia, ma per creare una economia patrimoniale bisogna creare un sistema che promuova la diversificazione delle forme e delle sostanze. Promuovendo la valorizzazione di ogni singolo componente e contabilizzandolo. Tutto ciò seguendo i principi della vocazionalità e dei talenti, facendo svolgere ad ogni componente di questo pianeta il ruolo che gli compete.
L'economia sostenibile, si fonda sulla capacità del sistema Terra, di ripristinare in un certo periodo le stesse energie utilizzate. Per questo motivo è necessario che sistema ecologico e sistema economico giacciano sullo stesso piano.  L'economia sostenibile conduce pertanto ad esigenze di rimodulazione dei sistemi finanziari in subordine alla capacità rigenerativa dell'ecosistema.